# Zaragoza, Antioquia
Zaragoza là một khu tự quản thuộc tỉnh Antioquia, Colombia. Thủ phủ của khu tự quản Zaragoza đóng tại Zaragoza Khu tự quản Zaragoza có diện tích 1064 ki lô mét vuông. Đến thời điểm ngày 28 tháng 5 năm 2005, khu tự quản Zaragoza có dân số 21231 người.